# Extrait mortuaire

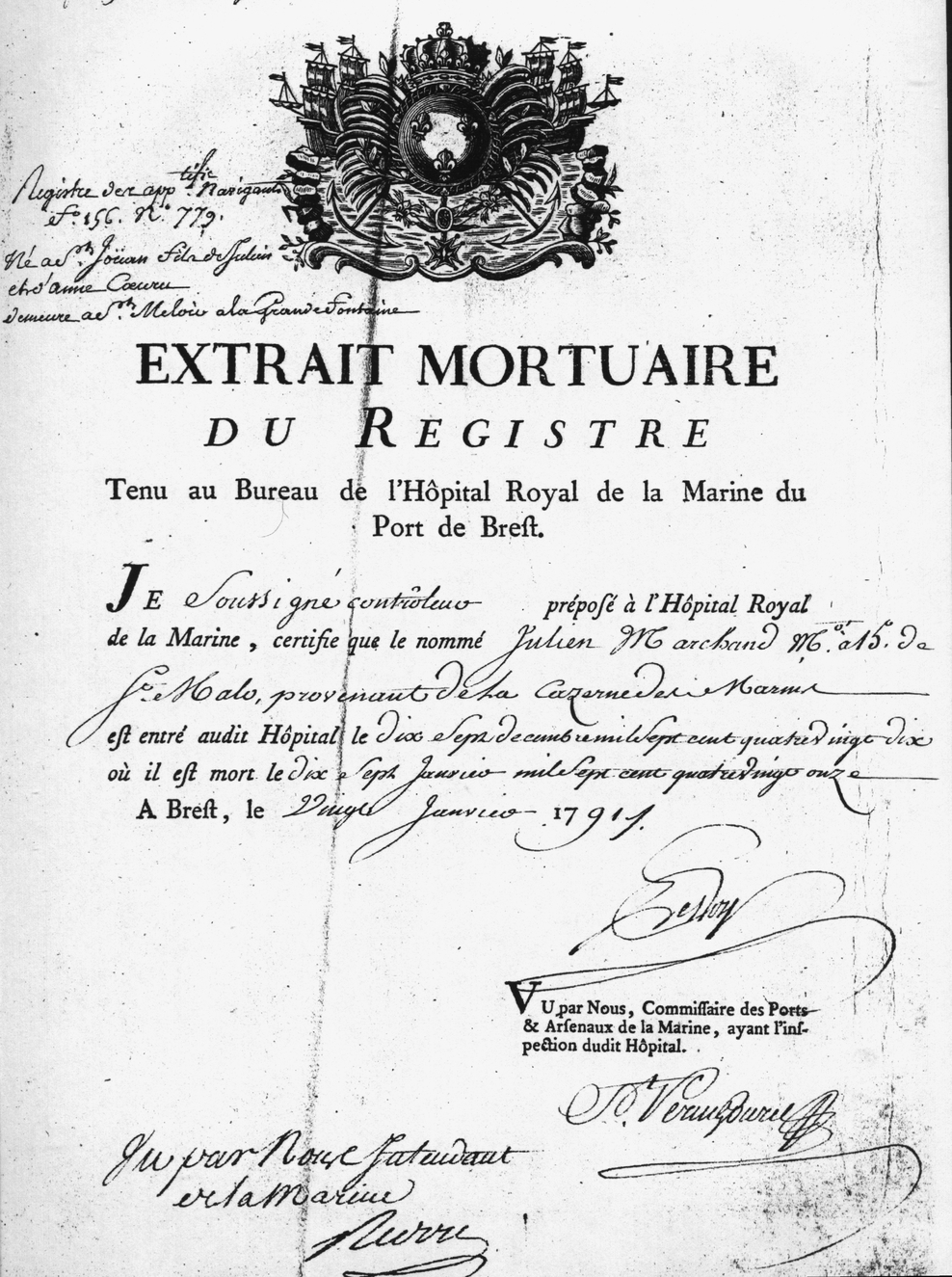
Extrait mortuaire produit par l'hôpital royal de la Marine de Brest le 20 janvier 1791 concernant un apprenti-navigant.

Un extrait mortuaire est un document officiel reproduisant l'essentiel d'un acte de décès ou d'une partie d'un registre servant à tenir l'état des décès, par exemple dans un hôpital. C'est le symétrique de l'extrait de naissance et sert, comme lui, à satisfaire diverses demandes administratives ou légales.